# Семенюта Володимир Іванович
Семенюта Володимир Іванович (нар. 25 лютого 1938, Лубни) — український архітектор, живописець. Член Національної спілки архітекторів України. Лауреат літературно-мистецької премії імені Володимира Малика (2011). Брат художника Василя Семенюти.

## Життєпис
Володимир Іванович народився 25 лютого 1938 року в місті Лубни. Навчався у Лубенській середній школі № 2.
У 1960 році закінчив архітектурний факультет Полтавського інженерно-будівельного Інституту.
У 1960–1962 роках працював головним інженером будівельної організації на Київщині.
1962 року переїздить в місто Лубни, де працює старшим архітектором. З 1969 по 1998 рік обіймає посаду головного архітектора міста Лубни.
Нагороджений багатьма почесними грамотами, ветеран праці. Керував і брав участь у розробці генеральних планів забудови міста у 1969–2000 роках. Автор багатьох пам'ятників та меморіальних дощок у Лубнах.
Брав участь у розробці та втіленні в життя проектів по благоустрою міста до Олімпіади-80 та 1000-літнього ювілею Лубен.
Займається живописом. Постійно працює в жанрі пейзажу та натюрморта, які виконує аквареллю та олією. В художні полотна вкладає свою майстерність, щиро оспівуючи Лубенщину — свій рідний край, який його виплекав, дав освіту і працю, дарував натхнення. Неодноразово брав участь у художніх виставках в м. Лубнах, Полтаві та Києві. Автор великого герба Лубенського району.
2018 року у  галереї  образотворчого мистецтва Лубенського краєзнавчого музею відбулася виставка творчих робіт, присвячена 80-річчю митця.

## Відзнаки
- Лауреат літературно-мистецької премії імені Володимира Малика у номінації «Мистецтво і Монументальна скульптура» (2011)[3].
- За особливі заслуги перед містом у сфері розвитку архітектурної та будівельної діяльності Володимиру Івановичу Семенюті присвоєно звання «Почесний громадянин міста Лубни» (2013).

## Роботи
- Пам'ятник Т. Г. Шевченку у Лубнах (1964).
- Пам'ятник Комсомолу на честь 50-річчя ВЛКСМ (1968).
- Пам'ятний знак на честь 337-ї Червоногвардійської стрілецької дивізії, яка вела бої за визволення міста (1973)
- Меморіальний комплекс на вшанування пам'яті героїв Громадянської та Великої Вітчизняної воєн на майдані Революції (1968)
- Гранітний пам'ятний знак на честь червоноармійців-в'язнів фашистського табору для військовополонених, розстріляних у Лубнах у 1941-1943 роках (1989).
- Пам'ятник Пушкіну (1964)
- Пам'ятник лубенцям-ліквідаторам аварії на ЧАЕС (1996).

## Джерело
- Полтавщина